# Okres Güssing
Okres Güssing je okresem rakouské spolkové země Burgenland. Jeho centrem je město Güssing.

## Poloha okresu
Burgenlandský okres Güssing najdeme v jižní části rakouské spolkové země Burgenland. Jeho poloha v rámci Burgenlandska by se dala také popsat jako „druhý odspoda“. Na jihu sousedí s okresem Jennersdorf, na severu s okresem Oberwart. Jeho západní hranice je se Spolkovou Zemí Štýrsko, na východě pak hranice okresu tvoří také státní hranici s Maďarskem.

## Povrch okresu
Okres leží v jižní, výše položené části Burgenlandska. Nadmořská výška na většině území okresu je 200-500 metrů. Významnou řekou je například Strem, která protéká mimo jiné také okresním městem.

## Statistické údaje
Rozloha okresu je relativně malá- jenom 485,44 km². Na tomto malém území žilo v roce 2001 také velmi málo obyvatel - 27 199. Hustota zalidnění dosahuje pouhých 56 obyvatel/km². Na území okresu najdeme 28 obcí a měst.

## Obce a města
nejlidnatější
1. Güssing (3902 obyvatel)
2. Stegersbach (2380 obyvatel)
3. Kukmirn (2035 obyvatel)

ostatní
abecedně
- Bildein (341)
- Bocksdorf (794)
- Burgauberg-Neudauberg (1360)
- Eberau (952)
- Gerersdorf-Sulz (1007)
- Großmürbisch (254)
- Güttenbach (915)
- Hackerberg (360)
- Heiligenbrunn (838)
- Heugraben (204)
- Inzenhof (348)
- Kleinmürbisch (245)
- Moschendorf (424)
- Neuberg im Burgenland (963)
- Neustift bei Güssing (509)
- Olbendorf (1443)
- Ollersdorf im Burgenland (988)
- Rauchwart (456)
- Rohr im Burgenland (390)
- Sankt Michael im Burgenland (1002)
- Stinatz (1369)
- Strem (919)
- Tobaj (1414)
- Tschanigraben (63)
- Wörterberg (491)